# Soda fountain

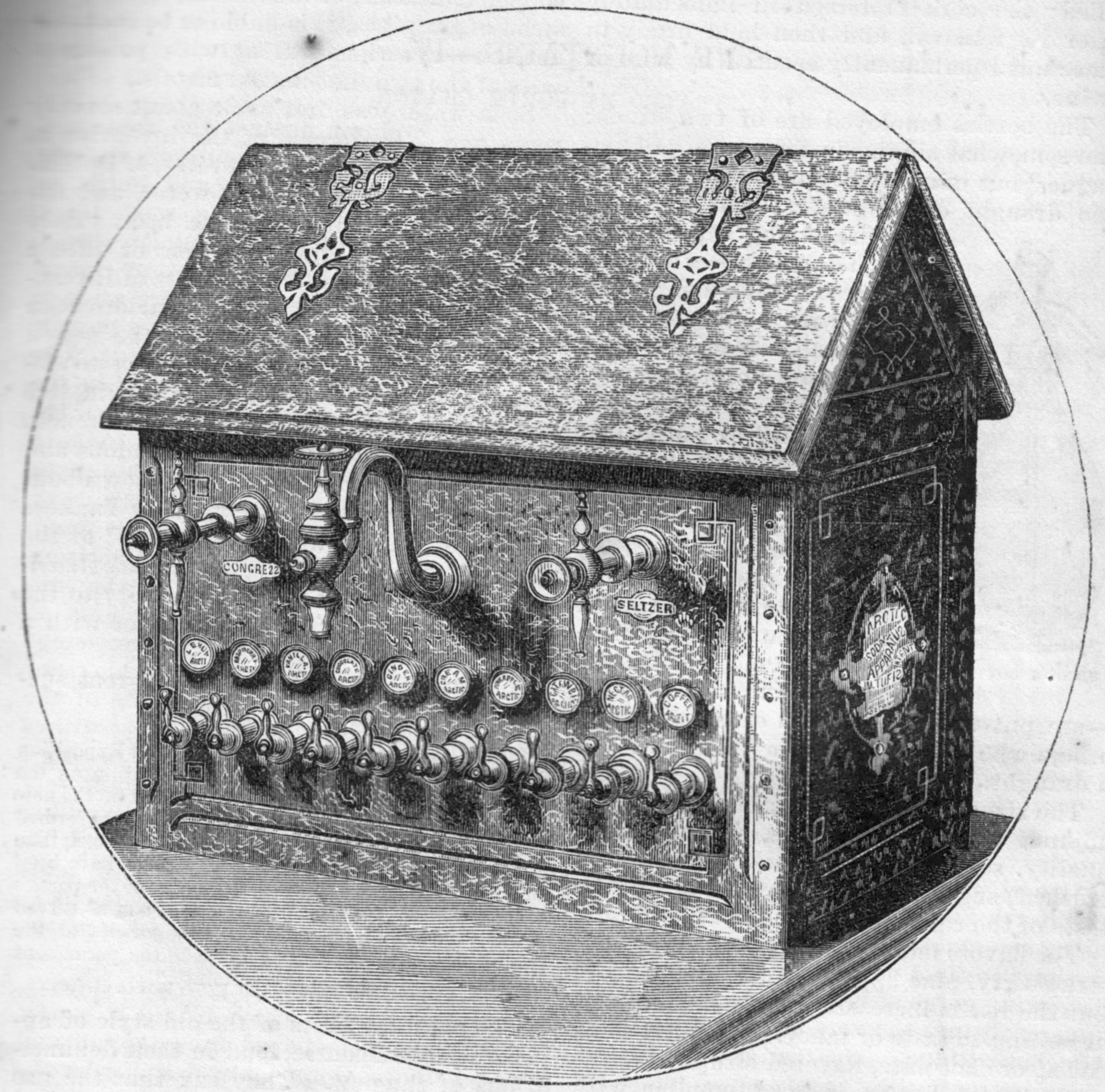
Gravure uit 1872 van een soda fountain

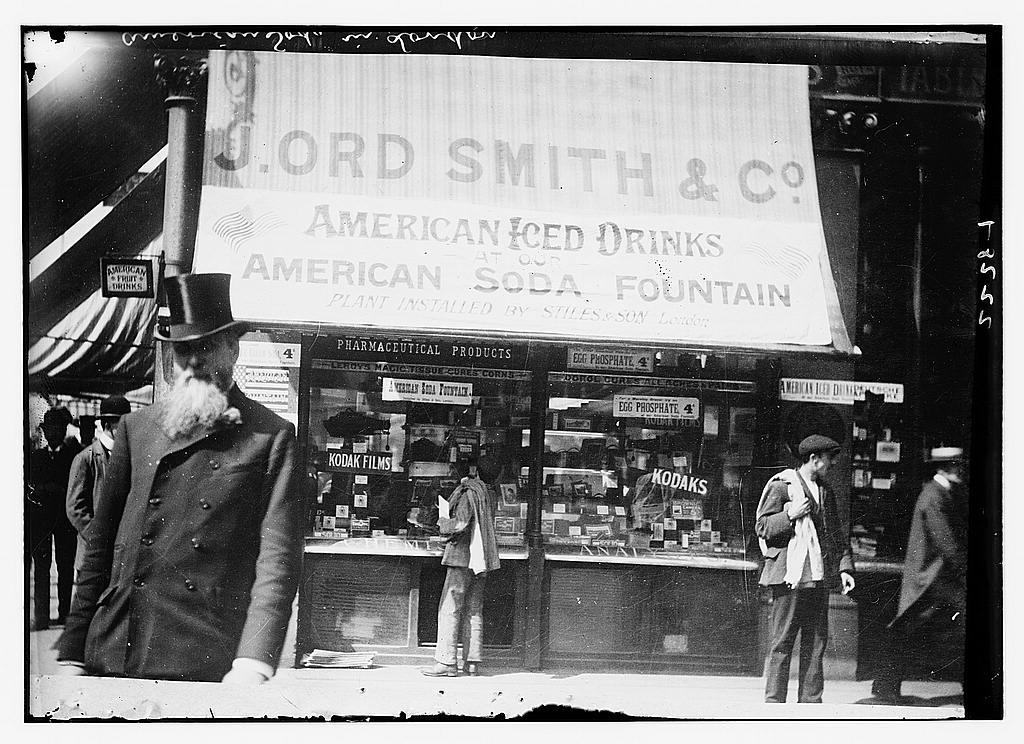
In de VS was een soda fountain lange tijd een vast onderdeel van een drugstore, of drogisterij

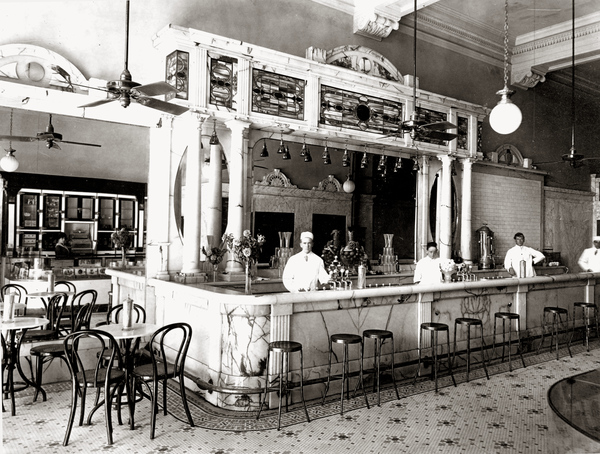
Een soda fountain in Tampa, Florida rond 1925

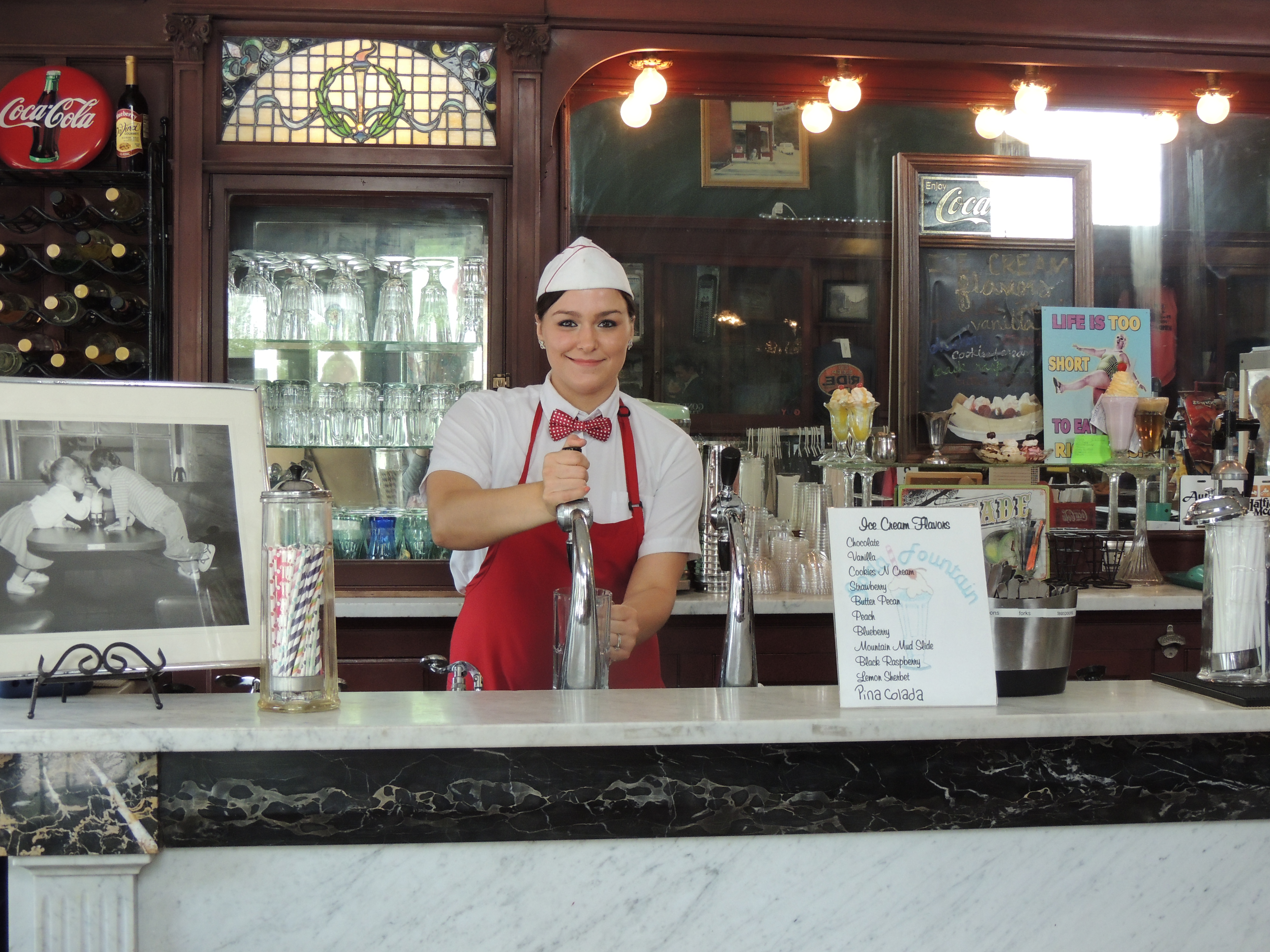
Een soda fountain in Bramwell anno 2013

De term soda fountain staat in het Engelse taalgebied voor een apparaat dat koolzuurhoudende dranken maakt. In die zin is het apparaat zoals het tegenwoordig wordt gebouwd vergelijkbaar met een postmix.
Van midden negentiende tot midden twintigste eeuw stond 'soda fountain' ook voor een gelegenheid waar met behulp van dergelijke machines allerlei dranken werden geserveerd. Deze gelegenheden waren met name in de VS populair. De apparaten in die zaken produceerden alleen sodawater, waaraan met de hand siropen en andere smaakstoffen werden toegevoegd. Coca-Cola werd bijvoorbeeld in mei 1886 voor het eerst verkocht als siroop die met behulp van een soda fountain in een drogisterij werd aangelengd.

## Sodawater
De soda fountain ontstond uit pogingen om van nature koolzuurhoudend mineraalwater na te maken. Veel beschavingen geloofden dat dit water geneeskrachtige werkingen had, zowel uitwendig als inwendig. In de vroege jaren zeventig van de achttiende eeuw lukte het de Zweedse scheikundige Torbern Bergman en de Britse wetenschapper Joseph Priestley om apparaten te bouwen die water verzadigden met koolzuurgas. De Brit John Mervin Nooth verbeterde in 1774 het apparaat van Priestley en in 1807 werd in Engeland het eerste patent verleend voor een methode om kooldioxide aan water toe te voegen.
In de VS werd sodawater geïntroduceerd door de scheikundige Benjamin Silliman. Deze kocht een apparaat van Nooth en startte in 1806 met de verkoop in New Haven. Omdat de verkopen uitstekend waren, kon Silliman al snel uitbreiden en een groter apparaat laten bouwen. Vervolgens opende hij soda fountains in New York en Baltimore. Rond dezelfde tijd openden anderen fountains in onder meer Philadelphia. Hoewel Silliman uiteindelijk failliet ging, speelde hij een grote rol in het populariseren van de soda fountain.

## Technische vernieuwingen
In 1832 startten twee Amerikaanse ondernemers met het fabriceren van soda fountains. Ze introduceerden nieuwe, verbeterde modellen, waardoor de verkopen toenamen.
Aanvankelijk werd natuurijs gebruikt voor het koelen van de dranken. Dit ijs werd 's winters geoogst, in ijsruimtes bewaard en nadien per blok verkocht. Aan het begin van de twintigste eeuw werden de eerste fountains gebouwd die pekel gebruikten voor een groot deel van de koeling, en ijs nog slechts voor een klein deel. De volgende grote stap was de introductie van vloeibaar koolzuurgas, gebotteld in stalen flessen.
De L.A. Becker Company, de Liquid Carbonic Company en de Bishop & Babcock Company waren bedrijven die eind negentiende eeuw ontstonden in een groeiende markt van soda fountains. Ze introduceerden de ene technische verbetering na de andere. Twee van de drie bedrijven introduceerden ijsloze fountains in 1903, respectievelijk 1904.

## Gelegenheden
Behalve de machines die sodawater maakten, was de term soda fountain in de VS ook synoniem met gelegenheden waar dit soort producten werden verkocht. Soms waren het zelfstandige horecagelegenheden, maar vaker maakten ze deel uit van een grotere winkel of instantie. Zo vond men in de bloeitijd soda fountains in drogisterijen, warenhuizen, ijssalons, op stations en in snoepwinkels.

## Neergang
De achteruitgang van de soda fountain moet reeds in de jaren dertig van de twintigste eeuw hebben ingezet. Daar zijn een aantal gangbare verklaringen voor. Zo wordt de opkomst van de auto en daarmee het drive-in restaurant genoemd, alsmede de komst van de koelkast in het huishouden. In de jaren vijftig introduceerde drogisterijketen Walgreens de zelfbedieningswinkel, waarin geen plaats meer was voor een fountain. Installatie van verkoopautomaten op andere plaatsen moet een vergelijkbaar effect gehad hebben. In de jaren zeventig waren traditionele, bediende soda fountains nauwelijks meer te vinden. Het apparaat dat tegenwoordig met postmix wordt aangeduid, noemt men in de VS nog wel een soda fountain.